# Бакши, Ральф
Ральф Бакши́ (англ. Ralph Bakshi; род. 29 октября 1938, Хайфа) — американский режиссёр-мультипликатор, сценарист, один из пионеров «взрослой» анимации и применения технологии ротоскопии. Бакши получил несколько наград за свою работу, в том числе Золотой грифон за мультфильм «Властелин колец» (1978) и премию Энни за выдающийся вклад в искусство анимации. Мультфильмы Бакши редко имели кассовый успех, но со временем приобрели культовый статус и входят во многие рейтинги лучших мультфильмов.

## Биография
Этнический крымчак, Бакши родился 29 октября 1938 года в Хайфе. Менее чем через год его семья бежала в США от надвигающейся Второй мировой войны. Ральф окончил школу искусств и поступил на работу на студию Terrytoons, которую возглавил. Несколько лет Бакши работал в Paramount Pictures, затем создавал мультсериалы по комиксам «Человек-паук» и «Майти-Маус».
В 1970-х и 1980-х был автором провокационных и скандальных мультфильмов. В 1992 году Бакши снимает комбинированный фильм «Параллельный мир» с Брэдом Питтом и Ким Бейсингер, где погружает реальных персонажей в мир комиксов. Фильм с треском провалился в прокате и был разгромлен критиками и зрителями. Провал фильма привел к закату карьеры мультипликатора.
В 2000-х он сосредоточился в основном на изобразительном искусстве и живописи. В 2000 году он начал преподавать в школе изобразительных искусств Нью-Йорка в классе анимации для студентов. В 2001 году он написал несколько картин для фильма Кэмерона Кроу «Ванильное небо». А в 2003 году вместе со своим сыном Эдди и Джессом Гореллами основал Школу анимации Бакши. В настоящее время Ральф живёт в Нью-Йорке.

## Творчество и мотивы
Бакши стал одним из пионеров мультипликации «для взрослых»,  он часто использовал ротоскопирование, добиваясь большей выразительности и правдоподобия дешёвыми методами. Бакши создавал сатирические мультфильмы, затрагивающие эпоху 1950-х, 60-х, 70-х и 80-х годов. Такими произведениями стали «Приключения кота Фрица», «Чернокожие», «Эй, хорошо выглядишь» и «Поп Америка». В них мультипликатор затрагивал события и проблемы в США второй половины XX века: расизм, протесты молодежи, бунты чернокожих, движение хиппи, война во Вьетнаме и сексуальная революция.
Также Бакши создавал мультфильмы в жанре фэнтези. Его дебютом на этом поприще был мультфильм «Волшебники». Но настоящую славу режиссёру принесли первая экранизация романа  Джона Толкина «Братство Кольца» и последовавшая за ней картина «Огонь и Лёд», созданная совместно со знаменитым художником Фрэнком Фразеттой. Также Бакши был одним из первых, кто совместил анимацию с игровым кино.
Зачастую Бакши в своих работах использовал элемент эротики и чернухи, которые в 1970-80-е считались вызывающими для анимации, до этого традиционно «детского» вида искусства.

## Фильмография
- Приключения кота Фрица (Fritz the Cat, 1972)
- Трудный путь (1973)
- Чернокожие (Coonskin, 1975)
- Волшебники (Wizards, 1977)
- Властелин колец (J. R. R. Tolkien’s The Lord of the Rings, 1978)
- Поп Америка (American Pop, 1981)
- Эй, хорошо выглядишь (Hey Good Lookin', 1982)
- Огонь и Лёд (Fire and Ice 1983)
- Хроника бутербродной войны (Dr. Seuss' The Butter Battle Book) (1989)
- Новые приключения Майти Мауса (мультсериал, 1987)
- Christmas in Tattertown (1988)
- This Ain’t Bebop (live action) (1989)
- Параллельный мир (Cool World, 1992)
- Крутые и чокнутые (Cool and the Crazy, 1994) — телефильм для проекта «Мятежное шоссе»
- Malcom and Melvin (1997)
- Babe, He Calls Me (1997)
- Spicy City (сериал) (1997)
- Last Days of Coney Island (2015)